# Sint-Maartenscollege (Maastricht)
Het Sint-Maartenscollege is een scholengemeenschap voor voortgezet onderwijs (vwo, havo en vmbo) in Maastricht. Het Sint-Maartenscollege is een katholieke school, die openstaat voor leerlingen van andere geloofsrichtingen en levensbeschouwingen. De school is genoemd naar de heilige Martinus van Tours, meestal Sint-Maarten genoemd. De scholengemeenschap is gevestigd aan de Noormannensingel 50.

## Geschiedenis

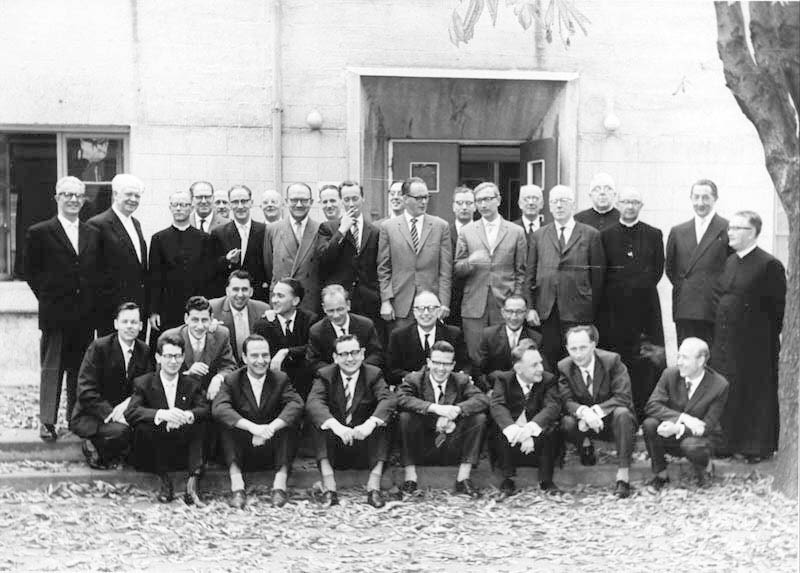
Docententeam (inclusief enkele priesters) in de dependance aan de "PPW", 1960

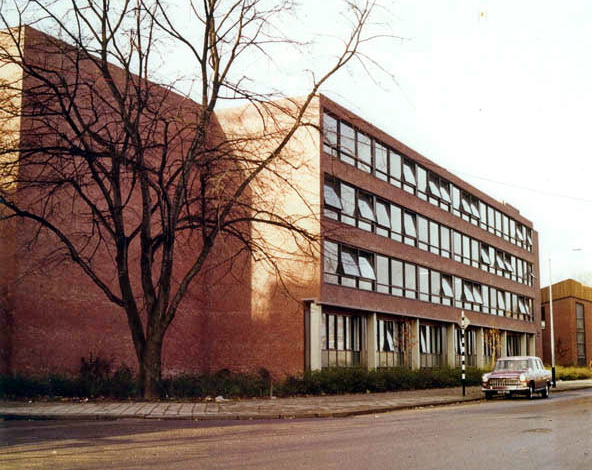
De nieuwbouw omstreeks 1970

Het Sint-Maartenscollege is voortgekomen uit een nevenvestiging van het voormalige Henric van Veldekecollege, dat gevestigd was in het Villapark op de westelijke Maasoever. Vanwege het grote aantal leerlingen uit Maastricht-Oost werd in 1953 besloten een dependance te openen in een bestaand schoolgebouw in de Professor Pieter Willemsstraat (de 'PPW') in Wyckerpoort. De school was bedoeld, evenals het Veldekecollege, voor jongens van katholieke huize. In 1955 werd de school zelfstandig onder de naam Katholieke HBS Wijk; in 1964 werd de school omgedoopt tot Sint-Maartenscollege. Door de snelle groei van het aantal leerlingen werd het gebouw in de PPW al snel te klein. In 1966 werd de vlakbij gelegen nieuwbouw aan de Noormannensingel betrokken. De nieuwe school werd gebouwd in de tuin van de Villa Wyckerveld (waarin destijds de Maastrichtse huishoudschool was gevestigd). Van het park bleven slechts enkele oude bomen en een bescheiden plantsoen bewaard. De vrijgekomen dependance werd kort daarop in gebruik genomen door de MMS Stella Maris (zie Porta Mosana College#Geschiedenis).

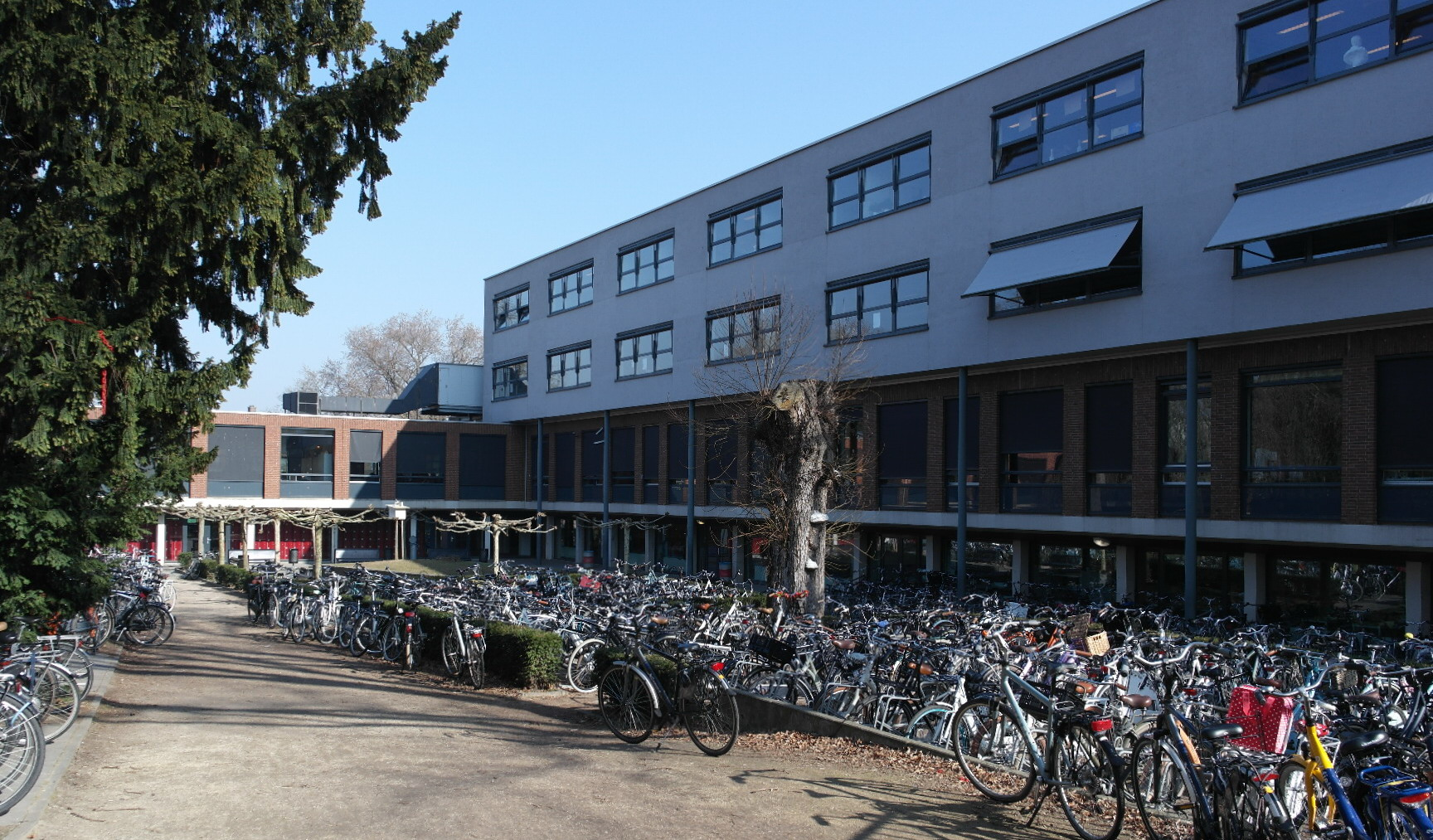
Vestiging Wyckerpoort: het schoolplein vanaf de Prof. Pieter Willemsstraat

In 2000 werd het toen 35 jaar oude gebouw aan de Noormannensingel ingrijpend verbouwd. Aan de achterzijde werd een nieuw bouwdeel geplaatst, waardoor de school aanzienlijk meer ruimte kreeg. In 2005 fuseerde de school met de vmbo-school Trajectum College aan de Bemelerweg/Bemelergrubbe. Het Sint-Maartenscollege is net als alle andere middelbare scholen in Maastricht onderdeel van de Limburgs-Brabantse onderwijskoepel LVO.
In 2015 kwam de school in het nieuws omdat een leerkracht zelfmoord pleegde, naar verluidt als gevolg van aanhoudend pesten door collega's.
Ondanks de goede studieresultaten van de school is het aantal aanmeldingen voor havo/vwo sinds 2011 gehalveerd. Ook het aantal vmbo-aanmeldingen liep terug. Oorzaak is waarschijnlijk de toenemende vergrijzing van de Maastrichtse bevolking, toenemende populariteit van het vrijeschoolonderwijs (Bernard Lievegoed School) en de uitstroom richting het omliggende heuvelland en België.
Het Sint-Maartenscollege was tot circa 2020 gevestigd op twee locaties in Maastricht-Oost:
- het gymnasium, atheneum, havo en mavo zijn gevestigd aan de Noormannensingel in de wijk Wyckerpoort;
- het vmbo en de internationale schakelklas waren gevestigd aan de Bemelerweg in Scharn, maar zijn inmiddels verhuisd naar het hoofdgebouw aan de Noormannensingel.

## Toekomst
Vanwege de teruglopende leerlingenaantallen in Maastricht en de slechte bouwkundige staat van een aantal schoolgebouwen, besloot de LVO afdeling Maastricht in 2014 het regulier middelbaar onderwijs in de stad te bundelen op twee plekken: een gebouw in Maastricht-West en een gebouw in Maastricht-Oost. Daarnaast blijven de Bernard Lievegoed School en het United World College Maastricht bestaan, die niet-regulier onderwijs aanbieden. Anno 2023 verkeren de plannen nog steeds in een voorbereidende fase. Als de nieuwste plannen doorgaan zal het Sint-Maartenscollege in 2027 verhuizen naar de locatie van het Bonnefanten College in Maastricht-West. Het huidige gebouw aan de Noormannensingel zal mogelijk plaats maken voor nieuwbouw van de Rechtbank Limburg, vestiging Maastricht.

## Bekende leerlingen
- Eva Crutzen, actrice, zangeres en cabaretière
- Camiel Eurlings, ex-politicus, voormalig minister van Verkeer en Waterstaat, ex-president-directeur KLM, lid IOC
- Ad van Iterson, socioloog en journalist
- Felix Meurders, radio- en tv-presentator
- Maxime Verhagen, politicus, minister van Buitenlandse Zaken
- Peggy Vrijens, actrice
- Boudewijn Zenden, voetballer